# Sumon
Sumon (rusky a tuvinsky сумон) je administrativně-uzemní jednotka v Tuvě. V polovině 18. století po obsazení Tuvy Mandžuy bylo změněno její administrativně-územní uspořádání. Podle počtu mužů schopných služby ve věku od 18 do 60 let byly vytvořeny následující jednotky:
- arban (арбан): 10 branců

- sumon (сумон): 150 branců

- chošún (хошун): 2 a více sumonů

Dnes jsou administrativně-územní jednotky a komunální útvary (se statusem venkovských sídel) Republiky Tuva Ruské federace také nazývány sumonami.